# Кераско
Кераско (італ. Cherasco, п'єм. Cherasch) — муніципалітет в Італії, у регіоні П'ємонт,  провінція Кунео.
Кераско розташоване на відстані близько 490 км на північний захід від Рима, 50 км на південь від Турина, 39 км на північний схід від Кунео.
Населення — 9052 особи (2014).
Щорічний фестиваль відбувається другого понеділка після Великодня. Покровитель — Cristo risorto.

## Демографія
Населення за роками:

Станом на 1 січня 2023 року в муніципалітеті офіційно проживали 872 іноземці з 49 країн, серед них 431 громадянин країн Євросоюзу та 10 громадян України.

## Сусідні муніципалітети
- Бра
- Каваллермаджоре
- Червере
- Ла-Морра
- Марене
- Нарцоле
- Сальмоур